# 赫爾曼·法夫
赫爾曼·法夫（英語：Herman Jan Phaff；1913年5月30日—2001年8月24日）是出生於荷蘭的美國真菌學家、加利福尼亞大學戴維斯分校教授，他的專業領域為酵母菌，職業生涯中收集了上千種酵母菌菌株，並發表了約60種酵母菌的分類單元。

## 生平
赫爾曼·法夫於1913年出生於荷蘭溫斯霍滕，其父母經營一酒莊，因此法夫自幼即對用於釀酒與發酵的微生物感興趣。法夫畢業於台夫特高等技術學院（今台夫特理工大學），主修化學工程，學士論文主題為真菌的果膠酶，指導教授為阿爾貝特·克呂沃爾。畢業後法夫在克呂沃爾推薦下赴美國柏克萊加利福尼亞大學攻讀博士學位，他一度在埃米爾·木拉克的實驗室做研究並受其影響甚深，後來他以梅納德·喬斯林與霍瑞斯·巴克為指導教授，於1943年獲博士學位，論文主題為酵母菌的分類、生態與生理。
獲博士學位後，法夫初在柏克萊加利福尼亞大學食品科學系任教，後於1954年隨食品科學系轉移至至加利福尼亞大學戴維斯分校，他與學生阿諾德·德曼、合作者陸伯勛等人共同發表數篇酵母菌主題的論文。1983年法夫名義上自大學退休，但仍維持其實驗室並每日進行研究工作。法夫曾擔任《細菌學期刊》、《加拿大微生物學期刊》與《國際系統與演化微生物學期刊》等學術期刊的編輯。
法夫畢生收集了自世界各地動物、植物與土壤樣本上採集的超過6000個酵母菌菌株，包括超過400種物種，現名為法夫酵母培養收藏（Phaff Yeast Culture Collection），為酵母菌分類研究的重要資源。截至2022年，法夫酵母培養收藏已有超過9000個菌株，包括超過1000種物種，其中80%的菌株無法自其他來源取得。 

## 個人生活
在學術研究之外，法夫是戴維斯喜歌劇公司（Davis Comic Opera Company）與加利福尼亞大學戴維斯分校交響樂團（UC Davis symphony orchesta）的創始成員，1959年曾在後者的開幕音樂會演奏。

## 發表分類單元
法夫發表的分類單元包括黑迪氏畢赤酵母（Pichia heedii）、加勒比畢赤酵母（Pichia caribaea）、Candida caseinolytica、Pichia deserticola、Candida deserticola、Pichia scutulata、Saccharomycopsis fermentans、Sporobolomyces singularis、Bullera tsugae、Cryptococcus skinneri、俄勒岡念珠菌（Candida oregonensis）與白冬孢酵母屬（Leucosporidium）等。

## 紀念

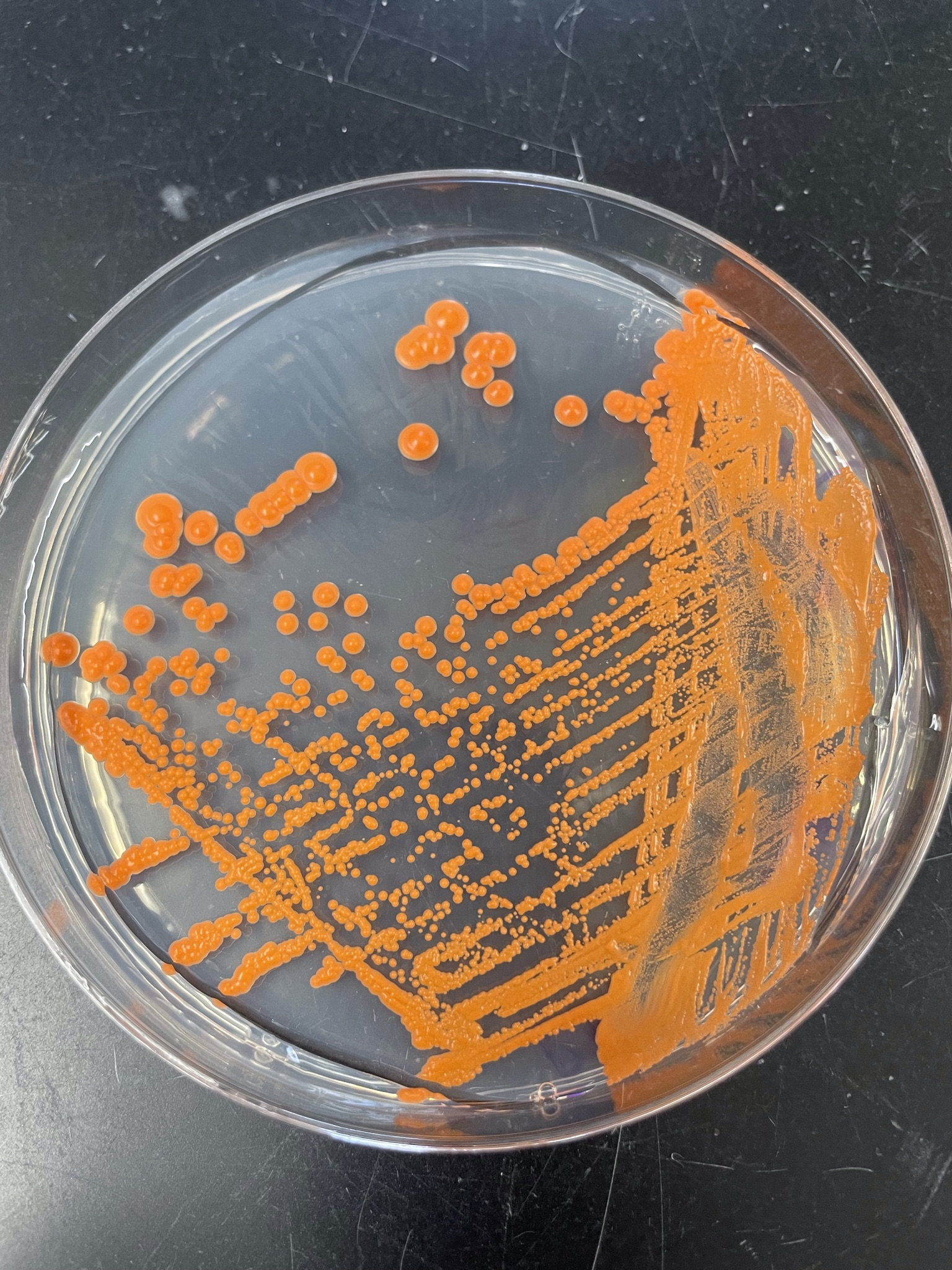
红法夫酵母属

1976年發表的擔子菌門酵母菌屬红法夫酵母属，以及1997年發表的子囊菌門酵母菌屬法夫菌屬學名皆為向赫爾曼·法夫對酵母菌分類的研究致敬。
2003年，欧洲微生物学会联合会（FEMS）舉辦的一場研討會以赫爾曼·法夫為名 。